# Мері Мейпс Додж
Мері Мейпс Додж (англ. Mary Elizabeth Mapes Dodge, 26 січня 1831, Нью-Йорк — 21 серпня 1905, там же) — американська письменниця і видавець книг для дітей. Насамперед відома як авторка роману «Срібні ковзани».

## Життєпис
Народилася в сім'ї відомого винахідника і вченого-хіміка Джеймса Джей Мейпса. Як і її сестри, отримала домашню освіту, вивчала англійську, французьку та латинську мови, музику, малювання. Мері проявляла творчі здібності в мистецтві та літературі.
З дитинства була оточена найвідомішими людьми науки. У 1851 році вийшла заміж за адвоката Вільяма Доджа і в наступні чотири роки народила двох синів — Джеймса і Гаррінгтона. У 1857 році у Вільяма виникли серйозні фінансові проблеми, і через рік він залишив сім'ю. Через місяць після його зникнення, його тіло знайшли на березі річки. Мері з дітьми повернулася в сімейну садибу неподалік від Ньюарка. Тут вона присвятила себе вихованню синів, але пізніше вирішила заробити грошей на їх освіту і почала писати. Сарайчик за фруктовим садом був переобладнаний в кабінет, і Мері з синами перетворили його в затишне «лігво». Далеко від шуму великого будинку, тут в тиші Мері Додж взялася за роботу.
Написала кілька томів віршів і прози дитячої літератури, що зробили великий вплив на американську дитячу літературу. Найбільш популярний твір Додж «Срібні ковзани» (Hans Brinker, or the Silver Skates, 1865) перекладено багатьма мовами. Інші твори: «Ервінгтонські Історії» (Irvington Stories; 1864) і «Дональд і Дороті» (Donald and Dorothy; 1883).
З 1873 року видавала популярний дитячий журнал «Святий Миколай» (St. Nicolas), в якому часто друкувалися такі класики дитячої літератури, як Марк Твен, Брет Гарт, Роберт Льюїс Стівенсон і Редьярд Кіплінг. Публікації Додж в «St. Nicolas» були згодом випущені окремими виданнями: «Дні дитини» (Baby Days; 1876) і «Мир дитини» (Baby World; 1884).

## Переклади українською
- Мері Мейпс Додж. Срібні ковзани. — Форс, 2017. — 272 с. — ISBN 9978-617-7347-88-9.
- Мері Мейпс Додж. Ганс Брінкер, або Срібні ковзани. — Навчальна книга - Богдан, 2017. — 368 с. — ISBN 978-966-10-2755-7.
- Мері Мейпс Додж. Срібні ковзани. — Зання, 2017. — 304 с. — ISBN 978-617-07-0465-8, 978-617-07-0237-1.